# Xavi Pleguezuelo
Xavier Pleguezuelo Selva (Palma de Mallorca, 14 de enero de 2003) es un futbolista español que juega como lateral izquierdo en el Hércules CF de la Primera Federación.

## Trayectoria
Xavi es hermano del también defensa Julio Pleguezuelo. Se inició en el C. F. Damm Youth y posteriormente en el Málaga Academy, desde donde con 17 años fue traspasado a las categorías inferiores del Real Betis Balompié y entrenado en el equipo juvenil por Aitor Martínez, donde en su primera temporada disputó un total de 1.128 minutos. En su segunda temporada como verdiblanco en el equipo sub-19 fue campeón de la categoría aunque por circunstancias personales solo pudo jugar 18 minutos; sin embargo, tuvo la opción de debutar en el Betis Deportivo.
En 2022 ya es el lateral izquierdo titular del filial del Real Betis e incluso tiene la oportunidad de ser convocado para realizar la pretemporada con el primer equipo de la mano de Manuel Pellegrini y posteriormente ser llamado a varios entrenamientos. Es en la temporada 2023-24 cuando comienza a participar en convocatorias de partidos oficiales en Primera División y en competición europea. Su debut llegaría el 22 de febrero de 2024 en el partido de vuelta del playoff de octavos de final de la Liga Europa Conferencia de la UEFA, disputado en el Estadio Maksimir, en el que el Betis se enfrentó al Dinamo Zagreb y cuyo resultado fue un empate a uno que no resultó suficiente para superar la eliminatoria. Pleguezuelo entró en el minuto 79 para sustituir a Juan Miranda.
El 14 julio de 2025, pasa a formar parte de la plantilla del Hércules Club de Fútbol de la Primera Federación.

## Clubes
Actualizado al último partido disputado el 4 de agosto de 2025.
| Club                | País   | Año       | Partidos | Goles |
| ------------------- | ------ | --------- | -------- | ----- |
| Betis Deportivo     | España | 2022-act. | 34       | 0     |
| Real Betis Balompié | España | 2024-2025 | 10       | 0     |
| Hércules C.F.       | España | 2025-act. |          |       |